# Florinda coccinea
Florinda coccinea és una espècie d'aranya araneomorfa de la subfamilia Erigoninae, dins de la família Linyphiidae.
Fou descrit per primera vegada per Octavius Pickard-Cambridge l'any 1896,
És l'únic membre del gènere monotípic Florinda.

## Distribució
Es troba als Estats Units, Mèxic i les Antilles.

## Descripció
Els exemplars de F. coccinea són de color vermell brillant, amb un tubercle caudal negre. Els adults solen créixer fins a 3 a 4 mil·limetres (0.12 a 0.16 in) de llarg, amb les femelles una mica més grans que els mascles. Tenen dues files d'ulls; dos a la fila superior i sis a la part inferior.
Les teranyines fetes per F. coccinea consisteix en una làmina horitzontal de seda no enganxosa i un embolic de fils de parada a sobre. Els fils intercepten les preses voladores i fan que caiguin al llençol de sota, on són atacades per l'aranya.